# Muntowo

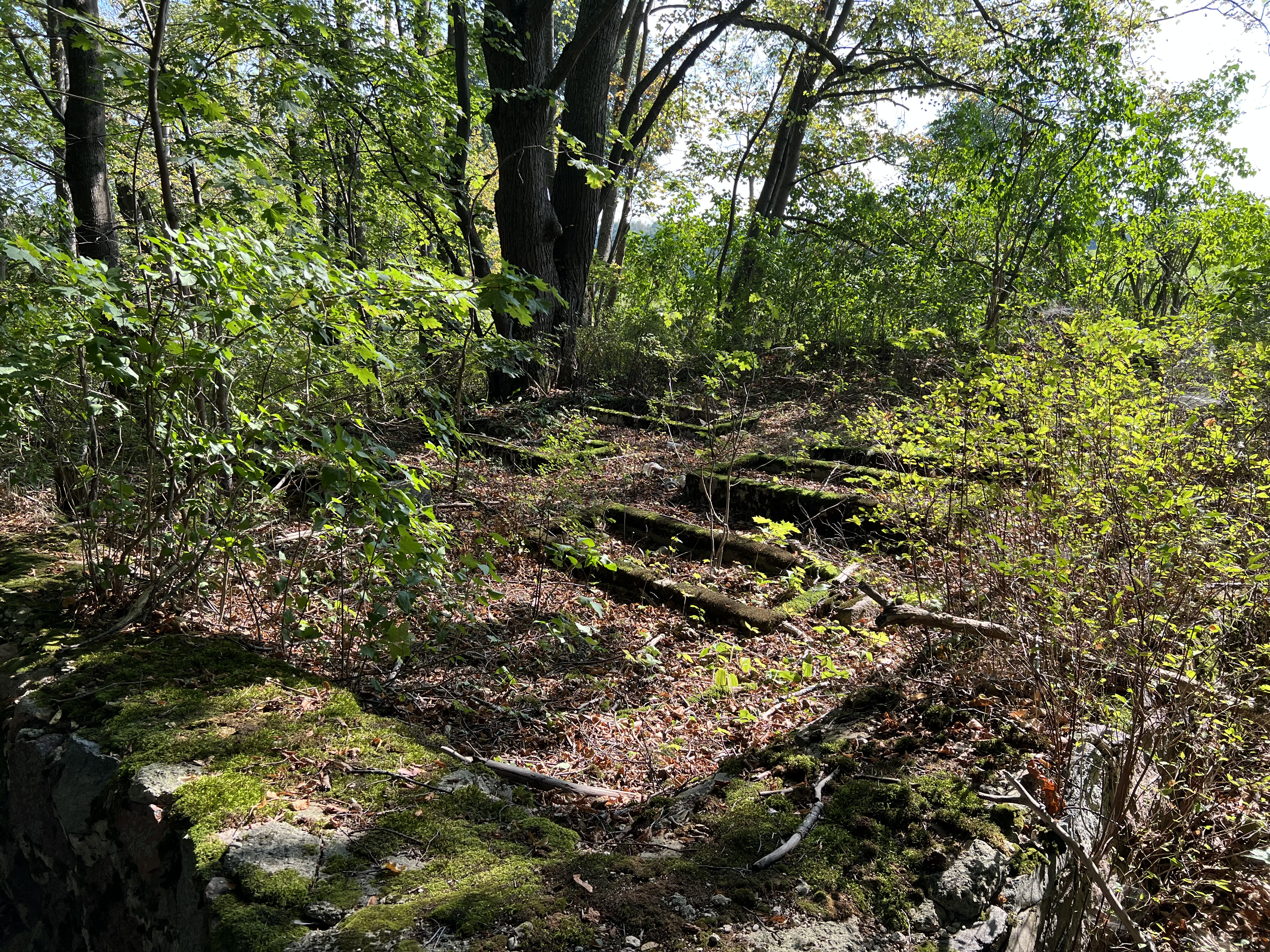
Evangelischer Ahnenfriedhof, Muntowo

Muntowo [munˈtɔvɔ] (deutsch Muntowen, 1938 bis 1945 Muntau) ist ein Dorf in der polnischen Woiwodschaft Ermland-Masuren. Es gehört zur Gmina Mrągowo (Landgemeinde Sensburg) im Powiat Mrągowski (Kreis Sensburg).

## Geographische Lage
Muntowo liegt am Nordufer des Ixtsees (polnisch Jezioro Juksty) in der südlichen Mitte der Woiwodschaft Ermland-Masuren, fünf Kilometer nordöstlich der Kreisstadt Mrągowo (deutsch Sensburg).

## Geschichte
Das um 1785 Montow und bis etwa 1928 Alt Muntowen genannte Dorf wurde 1437 gegründet. Am 8. April 1874 wurde der Ort Amtsdorf und damit namensgebend für einen Amtsbezirk. Er bestand bis 1945 und gehörte zum Kreis Sensburg im Regierungsbezirk Gumbinnen (ab 1905: Regierungsbezirk Allenstein) in der preußischen Provinz Ostpreußen. 
Aufgrund der Bestimmungen des Versailler Vertrags stimmte die Bevölkerung in den Volksabstimmungen in Ost- und Westpreussen am 11. Juli 1920 über die weitere staatliche Zugehörigkeit zu Ostpreußen (und damit zu Deutschland) oder den Anschluss an Polen ab. In Muntowen stimmten 180 Einwohner für den Verbleib bei Ostpreußen, auf Polen entfielen keine Stimmen.
In den Amtsbezirk Muntowen – am 15. November 1938 in „Amtsbezirk Muntau“ umbenannt – waren sieben Orte eingegliedert:
| - Alt- und Neu Muntowen (ab etwa 1928 als „Muntowen“ zusammengelegt, ab 1938 Muntau, polnisch Muntowo) - Czerwanken (1930 bis 1945 Rotenfelde, polnisch Czerwonki) - Kosewo (1938 bis 1945 Rechenberg, polnisch Kosewo) - Kutzen (polnisch Kucze) - Sawadden (1938 bis 1945 Balz, polnisch Zawada) - Schniodowen (1938 bis 1945 Schniedau, polnisch Śniadowo) |

Etwa 1928 wurde aus den Gemeinden Alt- und Neu Muntowen die neue Landgemeinde Muntowen gebildet. Sie wurde am 3. Juni (amtlich bestätigt am 16. Juli) 1938 aus politisch-ideologischen Gründen der Vermeidung fremdländisch erscheinender Ortsnamen in „Muntau“ umbenannt.
In Kriegsfolge kam das Dorf 1945 mit dem gesamten südlichen Ostpreußen zu Polen und erhielt die polnische Namensform „Muntowo“. Heute ist es Sitz eines Schulzenamtes (polnisch Sołectwo) und somit eine Ortschaft im Verbund der Gmina Mrągowo (Landgemeinde Sensburg) im Powiat Mrągowski (Kreis Sensburg), bis 1998 der Woiwodschaft Olsztyn (Allenstein), seither der Woiwodschaft Ermland-Masuren zugehörig.

### Einwohnerentwicklung
| Jahr | Anzahl Alt Muntowen | Anzahl Neu Muntowen | Anzahl Muntowen (Muntau) |
| ---- | ------------------- | ------------------- | ------------------------ |
| 1867 | 132                 | 149                 |                          |
| 1885 | 131                 | 170                 |                          |
| 1898 | 133                 | 196                 |                          |
| 1905 | 119                 | 160                 |                          |
| 1910 | 70                  | 169                 |                          |
| 1933 |                     |                     | 253                      |
| 1939 |                     |                     | 265                      |
| 2011 |                     |                     | 233                      |

## Religion

### Evangelische Kirche
Evangelischerseits waren Alt- und Neu Muntowen sowie Muntowen (Muntau) vor 1945 in das Kirchspiel-Land der Pfarrkirche  Sensburg (polnisch Mrągowo) in der Kirchenprovinz Ostpreußen der Kirche der Altpreußischen Union eingepfarrt. Der kirchliche Bezug zur Kreisstadt besteht auch heute noch in der Zugehörigkeit zur jetzt St.-Trinitatis genannte Gemeinde, nun in der Diözese Masuren der Evangelisch-Augsburgischen Kirche in Polen.

### Katholische Kirche
Die katholischen Kirchenglieder gehörten vor 1945 zur St.-Adalbert-Kirche in der Kreisstadt Sensburg innerhalb des damaligen Bistums Ermland. Diese Kirche ist auch heute die Pfarrkirche für Muntowo, heute allerdings dem Erzbistum Ermland der polnischen katholischen Kirche zugeordnet.

## Verkehr
Muntowo liegt an der in Nord-Süd-Richtung verlaufenden bedeutenden polnischen Landesstraße 59 (frühere deutsche Reichsstraße 140). Sie verbindet jetzt die beiden Kreisstädte Giżycko (deutsch Lötzen) und Mrągowo (Sensburg) mit Rozogi (Friedrichshof), unmittelbar an der Grenze zur Woiwodschaft Masowien gelegen. Seitdem die Kreisstadt Mrągowo über keinen Anschluss an das polnische Schienennetz mehr verfügt, ist die dortige dem Dorf Muntowo am nächsten gelegene Bahnstation auch für dieses Dorf geschlossen.

## Aus dem Ort gebürtig
- Kurt Klimmeck (* 1882 in Alt Muntowen; † 1939 in Potsdam), deutscher Tiermediziner, Oberregierungsrat und Fachbuchautor
- Paul Ogorzow (* 29. September 1912 in Alt Muntowen; † 25. Juli 1941 in Berlin-Plötzensee), deutscher Serienverbrecher („S-Bahn-Mörder“)